# فرومبرگورن
فرومبرگورن (به لاتین: Fromberghorn) یک کوه در سوئیس است که در کانتون برن واقع شده‌است. فرومبرگورن ۲٬۳۹۴ متر بالاتر از سطح دریا واقع شده‌است.